# Pymble, New South Wales
Pymble este o suburbie în Sydney, Australia.